# Aéroport d'Ogoki Post
L'aéroport d’Ogoki Post est un aéroport situé en Ontario, au Canada.

## Annexe